# Бэйзмор, Кент
Кент Бэйзмор (англ. Kent Bazemore; род. 1 июля 1989 года в Келфорде, Северная Каролина, США) — американский профессиональный баскетболист, ранее выступавший в команде Национальной баскетбольной ассоциации «Лос-Анджелес Лейкерс».

## Профессиональная карьера

### Голден Стэйт Уорриорз (2012—2014)
После того, как Кент Бэйзмор не был выбран на драфте НБА 2012 года, он выступал в Летней лиге НБА за «Оклахома-Сити Тандер» в Орландо и «Голден Стэйт Уорриорз» в Лас-Вегасе. 26 июля 2012 года он подписал контракт с «Голден Стэйт». Во время своего дебютного сезона НБА Кент Бэйзмор выступал за команду лиги развития Санта-Круз Уорриорз. 15 марта 2013 года в проигранном матче против «Чикаго Буллз» он установил личный рекорд, набрав 14 очков.
В июле 2013 года Кент Бэйзмор выступал в Летней лиге НБА за «Голден Стэйт Уорриорз». В феврале 2014 года он несколько раз был отправлен в Лигу развития.

### Лос-Анджелес Лейкерс (2014)
19 февраля 2014 года Кент Бэйзмор был обменян вместе с Маршоном Бруксом в «Лос-Анджелес Лейкерс» на Стива Блэйка. 7 апреля стало известно, что он пропустит остаток сезона из-за разрыва связки на правой ноге.

### Атланта Хокс (2014—2019)
23 сентября 2014 года Бэйзмор подписал контракт с «Атланта Хокс». 28 марта 2015 года в проигранном матче против Нью-Орлеан Пеликанс Кент Бэйзмор впервые в сезоне набрал 20 очков.
7 ноября 2015 года в выигранном матче против «Вашингтон Уизардс» он впервые за карьеру НБА набрал 25 очков. 14 декабря в проигранном матче против «Майами Хит» Кент Бэйзмор обновил свой рекорд результативности в НБА, который теперь составляет 28 очков.
7 июля 2016 года баскетболист продлил контракт с клубом. 2 марта 2018 года Бэйзмор улучшил свой рекорд результативности, забросив 29 очков в игре против «Голден Стэйт Уорриорз».

### Портленд Трэйл Блэйзерс (2019—2020)
24 июня 2019 года Бэйзмор перешёл в клуб «Портленд Трэйл Блэйзерс» в результате обмена на Эвана Тёрнера.

### Сакраменто Кингз (2020)
20 января 2020 года Бэйзмор был отправлен вместе с Энтони Толливером и двумя будущими выборами во втором раунде драфта в «Сакраменто Кингз», взамен «Портленд» получили Тревора Аризу, Уэньина Гэбриэла и Калеба Суонигана.

### Возвращение в Голден Стэйт Уорриорз (2020—2021)
1 декабря 2020 года Бэйзмор подписал однолетний контракт со своим первым клубом в лиге «Голден Стэйт Уорриорз».

### Возвращение в Лейкерс (2021—2022)
6 августа 2021 года Бейзмор подписал контракт с «Лейкерс».
21 сентября 2022 года Бэйзмор подписал контракт с «Сакраменто Кингз». 13 октября он был отчислен.

## Личная жизнь
Во время игры за «Голден Стэйт» Кент Бэйзмор, будучи на скамейке запасных, особо выделялся во время празднования удачных действий своей команды. Позже они были включены в видеоигру NBA 2K14.

### Связь с коммерческим контрактомСтефена Карри
В марте 2016 года журналист ESPN Этан Шервуд Штраусс опубликовал историю о том, как компания Under Armour в 2013 году заключила успешное соглашение со Стефеном Карри, обойдя Nike и о том, какую роль в этом сыграл Бэйзмор.
Во время межсезонья 2012 года, когда Бэйзмор был ещё незадрафтованным новичком и пытался попасть в состав «Уорриорз», его агент вышел на контакт с компанией Under Armour и убедил её обратить внимание на Кента, обратив внимание на то, что у звёзд Карри и Клея Томпсона коммерческие контракты заканчиваются в ближайшем будущем. Under Armour заключила контракт с Бэйзмором, Главная цель, которая преследовалась — снабдить молодого баскетболиста огромным количеством их брендового оборудования с последующим распространением продукции среди других игроков «Голден Стэйт». У Бэйзмора и у Карри было много общего в биографии. Пользуясь несколькими оплошностями Nike, Кент влиял на дальнейшее углубление взаимодействий между Карри и Under Armour. Как результат, Бэйзмор заключил контракт с Under Armour c шестизначной цифрой — крайне выгодный, как для игрока своего статуса. Компания также признала заслуги Кента в привлечении Карри при заключении договора с университетом Old Dominion, сумма которого стала в семь раз больше, чем сумма предыдущего договора университета с компанией Nike. Эта сделка обеспечила большую часть финансировани баскетбольного центра университета Ols Dominion.

## Статистика

### Статистика в НБА
| Сезон                                                                                    | Команда      | Регулярный сезон | Регулярный сезон | Регулярный сезон | Регулярный сезон | Регулярный сезон | Регулярный сезон | Регулярный сезон | Регулярный сезон | Регулярный сезон | Регулярный сезон | Регулярный сезон | Серия плей-офф | Серия плей-офф | Серия плей-офф | Серия плей-офф | Серия плей-офф | Серия плей-офф | Серия плей-офф | Серия плей-офф | Серия плей-офф | Серия плей-офф | Серия плей-офф |
| Сезон                                                                                    | Команда      | GP               | GS               | MPG              | FG%              | 3P%              | FT%              | RPG              | APG              | SPG              | BPG              | PPG              | GP             | GS             | MPG            | FG%            | 3P%            | FT%            | RPG            | APG            | SPG            | BPG            | PPG            |
| ---------------------------------------------------------------------------------------- | ------------ | ---------------- | ---------------- | ---------------- | ---------------- | ---------------- | ---------------- | ---------------- | ---------------- | ---------------- | ---------------- | ---------------- | -------------- | -------------- | -------------- | -------------- | -------------- | -------------- | -------------- | -------------- | -------------- | -------------- | -------------- |
| 2012/13                                                                                  | Голден Стэйт | 61               | 0                | 4,4              | 37,1             | 29,4             | 61,4             | 0,4              | 0,4              | 0,3              | 0,1              | 2,0              | 9              | 0              | 1,8            | 12,5           | 0,0            | 0,0            | 0,6            | 0,2            | 0,1            | 0,0            | 0,2            |
| 2013/14                                                                                  | Голден Стэйт | 44               | 0                | 6,1              | 37,1             | 25,6             | 52,8             | 0,9              | 0,5              | 0,3              | 0,1              | 2,3              | Не участвовал  | Не участвовал  | Не участвовал  | Не участвовал  | Не участвовал  | Не участвовал  | Не участвовал  | Не участвовал  | Не участвовал  | Не участвовал  | Не участвовал  |
| 2013/14                                                                                  | Лейкерс      | 23               | 15               | 28,0             | 45,1             | 37,1             | 64,4             | 3,3              | 3,1              | 1,3              | 0,3              | 13,1             | Не участвовал  | Не участвовал  | Не участвовал  | Не участвовал  | Не участвовал  | Не участвовал  | Не участвовал  | Не участвовал  | Не участвовал  | Не участвовал  | Не участвовал  |
| 2014/15                                                                                  | Атланта      | 75               | 10               | 17,6             | 42,6             | 36,4             | 60,0             | 3,0              | 1,0              | 0,7              | 0,4              | 5,2              | 16             | 2              | 19,0           | 42,3           | 21,4           | 67,7           | 3,3            | 0,8            | 0,7            | 0,6            | 5,4            |
| 2015/16                                                                                  | Атланта      | 75               | 68               | 27,8             | 44,1             | 35,7             | 81,5             | 5,1              | 2,3              | 1,3              | 0,5              | 11,6             | 10             | 10             | 32,5           | 36,4           | 26,2           | 68,2           | 6,6            | 1,9            | 1,5            | 0,6            | 11,9           |
| 2016/17                                                                                  | Атланта      | 73               | 64               | 26,9             | 40,9             | 34,6             | 70,8             | 3,2              | 2,4              | 1,2              | 0,7              | 11,0             | 6              | 0              | 25,1           | 39,6           | 29,2           | 71,4           | 3,8            | 3,3            | 0,7            | 0,8            | 9,8            |
| 2017/18                                                                                  | Атланта      | 65               | 65               | 27,5             | 42,0             | 39,4             | 79,6             | 3,8              | 3,5              | 1,5              | 0,7              | 12,9             | Не участвовал  | Не участвовал  | Не участвовал  | Не участвовал  | Не участвовал  | Не участвовал  | Не участвовал  | Не участвовал  | Не участвовал  | Не участвовал  | Не участвовал  |
| 2018/19                                                                                  | Атланта      | 67               | 35               | 24,5             | 40,2             | 32,0             | 72,6             | 3,9              | 2,3              | 1,3              | 0,6              | 11,6             | Не участвовал  | Не участвовал  | Не участвовал  | Не участвовал  | Не участвовал  | Не участвовал  | Не участвовал  | Не участвовал  | Не участвовал  | Не участвовал  | Не участвовал  |
| 2019/20                                                                                  | Портленд     | 43               | 21               | 25,8             | 34,7             | 32,7             | 80,6             | 4,0              | 1,4              | 1,0              | 0,7              | 7,9              | Не участвовал  | Не участвовал  | Не участвовал  | Не участвовал  | Не участвовал  | Не участвовал  | Не участвовал  | Не участвовал  | Не участвовал  | Не участвовал  | Не участвовал  |
| 2019/20                                                                                  | Сакраменто   | 25               | 0                | 23,1             | 41,8             | 38,4             | 73,3             | 4,9              | 1,3              | 1,2              | 0,4              | 10,3             | Не участвовал  | Не участвовал  | Не участвовал  | Не участвовал  | Не участвовал  | Не участвовал  | Не участвовал  | Не участвовал  | Не участвовал  | Не участвовал  | Не участвовал  |
| 2020/21                                                                                  | Голден Стэйт | 67               | 18               | 19,9             | 44,9             | 40,8             | 69,2             | 3,4              | 1,6              | 1,0              | 0,5              | 7,2              | Не участвовал  | Не участвовал  | Не участвовал  | Не участвовал  | Не участвовал  | Не участвовал  | Не участвовал  | Не участвовал  | Не участвовал  | Не участвовал  | Не участвовал  |
| 2021/22                                                                                  | Лейкерс      | 39               | 14               | 14,0             | 32,4             | 36,3             | 76,5             | 1,8              | 0,9              | 0,6              | 0,2              | 3,4              | Не участвовал  | Не участвовал  | Не участвовал  | Не участвовал  | Не участвовал  | Не участвовал  | Не участвовал  | Не участвовал  | Не участвовал  | Не участвовал  | Не участвовал  |
|                                                                                          | Всего        | 657              | 310              | 20,6             | 41,3             | 35,6             | 72,4             | 3,2              | 1,8              | 1,0              | 0,5              | 8,2              | 41             | 12             | 19,4           | 37,9           | 25,4           | 64,8           | 3,6            | 1,3            | 0,8            | 0,5            | 6,5            |
| Наведите курсор мыши на аббревиатуры в заголовке таблицы, чтобы прочесть их расшифровку. |              |                  |                  |                  |                  |                  |                  |                  |                  |                  |                  |                  |                |                |                |                |                |                |                |                |                |                |                |

### Статистика в Джи-Лиге
| Сезон                                                                                    | Команда             | Регулярный сезон | Регулярный сезон | Регулярный сезон | Регулярный сезон | Регулярный сезон | Регулярный сезон | Регулярный сезон | Регулярный сезон | Регулярный сезон | Регулярный сезон | Регулярный сезон | Серия плей-офф | Серия плей-офф | Серия плей-офф | Серия плей-офф | Серия плей-офф | Серия плей-офф | Серия плей-офф | Серия плей-офф | Серия плей-офф | Серия плей-офф | Серия плей-офф |
| Сезон                                                                                    | Команда             | GP               | GS               | MPG              | FG%              | 3P%              | FT%              | RPG              | APG              | SPG              | BPG              | PPG              | GP             | GS             | MPG            | FG%            | 3P%            | FT%            | RPG            | APG            | SPG            | BPG            | PPG            |
| ---------------------------------------------------------------------------------------- | ------------------- | ---------------- | ---------------- | ---------------- | ---------------- | ---------------- | ---------------- | ---------------- | ---------------- | ---------------- | ---------------- | ---------------- | -------------- | -------------- | -------------- | -------------- | -------------- | -------------- | -------------- | -------------- | -------------- | -------------- | -------------- |
| 2012/13                                                                                  | Санта-Круз Уорриорз | 5                | 5                | 34,0             | 48,8             | 40,7             | 75,0             | 7,6              | 2,8              | 4,4              | 1,0              | 21,6             | Не участвовал  | Не участвовал  | Не участвовал  | Не участвовал  | Не участвовал  | Не участвовал  | Не участвовал  | Не участвовал  | Не участвовал  | Не участвовал  | Не участвовал  |
| 2013/14                                                                                  | Санта-Круз Уорриорз | 2                | 2                | 32,8             | 29,4             | 15,8             | 88,2             | 4,0              | 3,5              | 2,0              | 1,0              | 19,0             | Не участвовал  | Не участвовал  | Не участвовал  | Не участвовал  | Не участвовал  | Не участвовал  | Не участвовал  | Не участвовал  | Не участвовал  | Не участвовал  | Не участвовал  |
| 2023/24                                                                                  | Гринсборо Сворм     | 22               | 5                | 24,0             | 39,9             | 33,9             | 73,1             | 4,8              | 2,3              | 1,6              | 0,8              | 10,6             | Не участвовал  | Не участвовал  | Не участвовал  | Не участвовал  | Не участвовал  | Не участвовал  | Не участвовал  | Не участвовал  | Не участвовал  | Не участвовал  | Не участвовал  |
|                                                                                          | Всего               | 29               | 12               | 26,3             | 41,1             | 32,9             | 77,8             | 5,2              | 2,5              | 2,1              | 0,9              | 13,1             | Не участвовал  | Не участвовал  | Не участвовал  | Не участвовал  | Не участвовал  | Не участвовал  | Не участвовал  | Не участвовал  | Не участвовал  | Не участвовал  | Не участвовал  |
| Наведите курсор мыши на аббревиатуры в заголовке таблицы, чтобы прочесть их расшифровку. |                     |                  |                  |                  |                  |                  |                  |                  |                  |                  |                  |                  |                |                |                |                |                |                |                |                |                |                |                |

### Статистика в NCAA
| Сезон | Команда      | Conf  | Class | GP  | GS  | MPG  | FG%  | 3P%  | FT%  | RPG | APG | SPG | BPG | PPG  |
| --- | ------------ | ----- | ----- | --- | --- | ---- | ---- | ---- | ---- | --- | --- | --- | --- | ---- |
| 2008/09 | Олд Доминион | CAA   | FR    | 35  | 9   | 16,3 | 43,3 | 26,5 | 42,9 | 3,1 | 1,5 | 0,9 | 0,2 | 4,5  |
| 2009/10 | Олд Доминион | CAA   | SO    | 36  | 29  | 26,7 | 48,6 | 30,0 | 48,6 | 4,2 | 3,4 | 1,9 | 0,5 | 8,4  |
| 2010/11 | Олд Доминион | CAA   | JR    | 34  | 33  | 30,7 | 48,1 | 40,8 | 66,2 | 5,1 | 2,9 | 2,2 | 0,9 | 12,3 |
| 2011/12 | Олд Доминион | CAA   | SR    | 35  | 32  | 31,5 | 40,7 | 32,1 | 63,2 | 6,1 | 3,1 | 2,1 | 0,3 | 15,4 |
| Всего | Всего        | Всего | Всего | 140 | 103 | 26,3 | 44,7 | 33,4 | 58,1 | 4,6 | 2,7 | 1,8 | 0,5 | 10,1 |
| Наведите курсор мыши на аббревиатуры в заголовке таблицы, чтобы прочесть их расшифровку Статистика приведена с сайта sports-reference.com |              |       |       |     |     |      |      |      |      |     |     |     |     |      |